# Kicune no jomeiri
A Kicune no Jomeiri (狐の嫁入り, „A róka menyegzője”), amely hasonló, a „majom menyegzőjéhez” magyarul, egy furcsa esemény, amit Honsún, Sikokun és Kjúsún mesélnek. A „kicune no jomeiri” számtalan dologra hivatkozik: a légkörben megjelenő szellemfényekre, egy jelenségre, ami úgy látható, mintha az lakodalmas menet papírlámpásai a sötétben megjelennének, és úsznának a levegőben; napsütötte záporra; és még számtalan furcsa esküvőhöz tartozó folyamatra, amelyek a klasszikus japán kaidanokban, értekezésekben, és legendákban találhatóak meg. A „kicune no jomeiri” mindig szorosan kapcsolódik a rókákhoz, vagy kicunékhoz (amelyek gyakran tréfálnak meg embereket a japán legendákban), illetve különféle sintó rítusok, és ünnepi jogok is említik, amelyeket Japán különböző részein fedeztek föl.

## Légkörben megjelenő szellemfények
Egy  Ecsigo Najosze (越後名寄) nevű tipográfiai könyv, amely Ecsigo tartományból (Ma Nígata prefektúra) származik, a Hóreki időszakból, a „kicune no jomeiri” eseményéről, a következő állítást tartalmazza:
Bármikor éjjel, bármilyen helyen, mikor minden rendkívül csendessé válik, mintha papírlámpások vagy fáklyák fényének sokasága tartana a messzeségbe. Elég ritka jelenség, nem látható mindenhol, de alkalmanként néha Kanabara területén megjelenik. Azt mondják ez fiatal rókák esküvője kell, hogy legyen. (Joru icu izuko tomo iu koto naku, vori sizuka naru joru ni, csócsin arui ha taimacu no gotoku naru hi, ojoso icsiri-jo mo manaku cuzukite vocsikata ni mijuru koto ari. Migi, izure no tokoro nite mo mare ni ari to ihedomo, Kanbara-gun csú ni ha vorifusi kore ari. Kore vo dzsidó-bara „kicune no kon" to ihinarahaszeri.)
A könyvben található, hogy a légkörben megjelenő szellemfények sorai, közel 4 kilométer hosszúra nyúlnak, és „kicune no kon”-nak hívják őket. Illetve számos más helyen, többek között Nakakubiki, és Uonuma területén (Nígata prefektúrában), Akita prefektúrában, Szakuragava, Nanakai, Nishíbaraki (ma Siroszato), és Hitacsióta  területén (Ibaraki prefektúrában), Kosigaja, Higasicsicsibu területén (Szaitama prefektúrában), Tama területén (Tokió), Gunma prefektúrában, Tocsigi prefektúrában, Mukava falu, és Hokuto területén (Jamanasi prefektúrában), Mie prefektúrában, Kasihara területén (Nara prefektúrában), Nanbu, és Szaihaku területén (Tottori prefektúrában), mikor a légköri szellemfények (kicunebi) megjelennek a vidéken éjszaka, az a „kicune no jomeiri” eseményét jelzi.
Hogy, hogyan nevezik, az területenként eltér; Például Sóka területén (Szaitama prefektúrában), és Noto, Fugesi (ma Hósu) területén (Isikava prefektúrában) a jelenség „kicune no jometori” (狐の嫁取り), míg Namazu területén (Sizuoka prefektúrában) „kicune no súgen” (狐の祝言) névvel illetik az eseményt. 
Japánban esküvőt tartani egy meghatározott helyen egészen a Sova időszakig nem vált jellemzővé. Ezt megelőzően az esküvőkre az volt jellemző, hogy éjjel tartották őket, és, hogy a menyasszony papírlámpásokat tartó körmenettel érkezett. Mivel a légkörben megjelenő szellemfények egész sorokba terjednek ki, és úgy tűnhetnek, mintha lámpások és fáklyák lennének az esküvőről, és, mivel a papír lámpásokról azt tartották, hogy a róka esküvői ceremóniájához használatosak, ennek következtében kezdték el őket bizonyos neveken hívni.
Számtalan elmélet van arról, hogy a menyasszonyt, és a vőlegényt miért tekintik rókának. Egy ilyen elmélet azt mondja például, hogy bár a fények úgy tűnik, hogy a menyegzőt jelzik, valójában nem is volt menyegző sehol, hanem az egész a rókák gondosan kidolgozott trükkje volt. A rejtélyes fények papírlámpásoknak tűntek messziről, de elkeveredve egyszer valaki közel kerülve azt mondta, hogy úgy tűnt, mintha rókák járatták volna vele a bolondját.
A múltban, Tosijama (ma Tosima) területén, Edoban, mivel folyamatosan légköri szellemfények tűntek föl, fel-felrebbenve mindenfelé a sötétben, ezért elnevezték „kicune no jomeiri”-nek a jelenséget, és ez egyike lett Tosima hét rejtélyének, amelyről ebben a faluban mesélnek.
Kirinzan területén (Nígata prefektúrában) sok róka élt, és azt mondják volt egy körmenet, amely éjszaka lámpásokat lengetett.
Nígatában, valamit Siki területén (Nara prefektúrában), úgy gondolták, hogy a róka menyegzője kapcsolatban áll a földműveléssel, és úgy tartották, hogy minél több égköri szellem fény tűnik föl, annál bőségesebb lesz az adott év termése, illetve minél kevesebb, annál szegényebb lesz.
Területtől függően, vannak legendák, amelyek nem csak a légkörben megjelenő szellemfények érzékelését foglalják magukba, hanem a tényleges esküvőt is. Gyóda területén (Szaitama prefektúrában) azt mondták, hogy a kitsune no yomeiri gyakran feltűnő jelenség volt a Kaszuga szentélyben (Tanigóban), és úgy számoltak be róla, hogy a szentélyben, és az ottani úton végig róka arcok voltak láthatóak egy jelentett esemény után.
Horado területén (Gifu prefektúrában), azt mondták, hogy nem csak légköri szellemfényeket láttak, hanem bambusz fa égésének, és törésének hangját is hallották folyamatosan több napon keresztül, de semmiféle tényleges bizonyítékot nem találtak erre, annak ellenére, hogy megpróbáltak kideríteni, hogy mi történt.
Tokusima prefektúrában, nem róka menyegzőjeként tekintettek a jelenségre, hanem róka temetéseként, és egy jelként fogták föl, miszerint valaki hamarosan meghalhat.
Manapság úgy vélik, hogy valójában a légkörben megjelenő szellem fényeket az emberek valójában összetévesztették a már eleve egy adott területen lévő fényekkel, vagy csak valószínűleg az egész csupán egy szokatlan illúziója volt a fénynek.

## A legenda kapcsolata az időjárással
Többek közt Kantó, Csúbu, Kanszai, Csúgoku, Sikoku, és Kjúsú területén, a napsütötte záporokat „kicune no jomeiri”-nek nevezik szintén.
A légkörben megjelenő szellemfényekhez hasonlóan ennek a jelenségnek is számos különböző neve van területtől függően. Nanbu területén (Aomori prefektúrában) „kicune no jometori” (狐の嫁取り) a neve. Szerizava, és Csigaszaki területén (Kanagava prefektúrában) és Oe helyvidéki területein (Tokusima prefektúrában) „kicune ame” (狐雨) a neve. A keleti Iszumi területén (Csiba prefektúrában) „kicune no súgen” (狐の祝言) a neve. Higasi-Kacusika területén (Csiba prefektúrában) „kicune no jometori ame” néven említik (狐の嫁取り雨), ahogy Aomoriban, de ez abból a tényből ered, hogy egyszer, az előbbi mezőgazdasági terület volt, és látva, ahogy egyes feleségeket a kötelességükre jegyezték föl, úgy vélték, hogy ezek a nők „vétetnek el” a család jóléte érdekében.
Sok különböző magyarázat van arra, hogy miért kezdték el a napsütötte záporokat úgy hívni, ahogy. Ezek egyike az a magyarázat is, hogy az eső akkor is esik, ha az ég tiszta, és ez olyan érzést kelt, mintha megtréfálták volna az embert. Ezen kívül egy másikból azt tudhatjuk meg, hogy az emberek úgy tartották, hogy a napsütötte zápor ideje alatt tartja a róka a menyegzőjét. Egy másik magyarázat arról szól, hogy a hegyekben rengeteg eső esett, mikor tiszta volt az ég, úgy vélték, hogy mindez rókák műve, annak érdekében, hogy megakadályozzák az emberek felmenetelét a helyre, hogy láthassák a róka menyegzőjét. Egy másik szerint voltak bizonyos feleségek, akik akár vidám napokon is könnyet hullattak, és ezzel eredményezték ezt a furcsa időjárást. Végül egy másik elmélet szerint azzal a kifejezéssel, amellyel a légkörben megjelenő szellemfényeket illették, úgy vélték ugyanaz  képes definiálni ennek a jelenségnek is a furcsaságát, mikor a napsugár átsüt az esőcseppek között.
A kapcsolat a róka menyegzője, és az időjárás között szintén területenként eltér. Például Kumamoto prefektúrában úgy tartják, hogy mikor szivárvány tűnik föl az égen akkor, míg Aicsi prefektúrában, mikor hódara szállingózik az égből, akkor tartja a róka a menyegzőjét.

## Kapcsolat a klasszikus művekkel és a legendákkal
A rókamenyegzők nem csupán természeti jelenségek voltak, hanem olyan dolgok, amelyek az Edo kor irodalmában, valamint különféle legendákban, területektől függően szintén megjelentek.
Számtalan történet szól furcsa esküvői körmenetről, amelyeket szemtanúk támasztottak alá, és, amelyeken tulajdonképp csak rókák voltak láthatóak. Ilyen például a Kondzsaku Jódan Sú (今昔妖談集) nevezetű elbeszélés, amely a Kan’ei periódusból származik, és Takemacsiban játszódik (Hondzso területén Edoban). Szintén ehhez hasonló írott munka az Edo Csirihiroi (江戸塵拾), amelyben egy rókamenyegző látható szintén a Haccsó csatornánál Edoban. Ezen kívül még a Kansai időszakból származó Kaidan Oi no Cue (怪談老の杖) kaidan gyűjteményben olvashatunk róka menyegzőről, amelyet Kanda faluban láttak (Kúzuke preketúrában, aminek ma Gunma prefektúra a neve).
Az emberek számára is észlelhető rókamenyegzők történetei egész országszerte elterjedtek. Mint például, egy Szengoku korabeli népi legenda szerint, Sóka legendájában (Saitama prefektúrában) bizonyos nők ígéretet tettek a kedvesükkel, hogy összeházasodnak, de a férfiak egy betegség miatt meghaltak, és a rókákat a helyzet sajnálatossága megihlette, ezért azt mondják, hogy a róka menyegzőjének körmenetele közel játszódik az előbb említett nők sírjaihoz. Szintén egy népmese szerint, amelyek Sinano területén (mai Nagano prefektúra) mesélnek, egyszer egy idős férfi segített egy kis rókán, aki végül részt vett a felnőtt róka esküvői menyegzőjén, és úgy vélik, hogy mindezt a korábbi cselekedetéért kapta viszonzásul. Az ilyen esküvői történetekben, a természeti jelenségek, mint a korábban említett természetfeletti „kicune no jomeiri”, dekoratív szereppel bírnak, és az esküvők, amelyek nappal játszódnak, gyakran kíséri napsütötte zápor, míg azokat, amelyek éjszaka játszódnak, azokat légkörben megjelenő szellemfények.
Különböző területekről szintén vannak olyan legendák, melyek szerint emberek is láthatják a rókamenyegzőt, hogyha végrehajtanak bizonyos speciális tevékenységeket. Például, Fukusima prefektúrában azt mondják, hogyha éjjel 10/10-kor a luniszoláris naptár szerint szuribacsit visel a fején valaki, és egy fából készült mozsártörőt rögzít a derekához, egy virágzó szilvafa alatt állva, akkor lehetséges, hogy lássa az eseményt. Egy másik legenda szerint, amelyet Aicsi prefektúrában mesélnek, miszerint, hogyha valaki beleköp egy kútba, és összefonja az ujjait, majd átnéz a közöttük lévő résen, akkor képes látni a róka menyegzőjét szintén.
Vannak történetek, amelyek nem csak rókák között lezajló menyegzőről, hanem emberi férfi és női rókáéról szól, és, mint egy jellegzetes munka, amely ningyó jórurivé vált, a Heian kori onmjodzsi, Abe no Szeimei, Kuzunohától (Édesanyja, aki egy róka szellem volt) való születéséről szól. Ezen kívül, egy másik hasonló történet található, a Nihonkoku Genpó Zen'aku Rjóiki című műben, és a Tonegava Zusi (利根川図志) nevű topográfiai könyvben is.
Szintén, a Kondzsaku monogatarisú, valamint a Honcsó Kodzsi Innen Sú, és a Tamahahaki című művekben, van egy történet, amelyben egy házas férfi előtt egy nőstény róka tűnt föl, ami alakot váltott, hogy úgy nézzen ki, mint a férfi felesége. A Tonoigusa kaidan gyűjteményben az előző történetnek a fordított verziója található meg, melyben egy hím róka esik szerelembe egy emberi nővel, fölveszi a nő férjének alakját, közösül a nővel, és mindennek egy rendellenes kinézettel születő gyermek lesz a gyümölcse.

## Kapcsolódó munkák
Az Edo korban élő Kacusika Hokuszai nevű ukijo-e művész  Kicune no Jomeiri-zu című műve a róka menyegzője néphiten alapszik, különféle embereket ábrázol, akik meglepődve figyelik a róka menyegzőjének esküvői körmenetelét, és a hirtelen jött esőt, miközben nagy nyüzsgés közepette gyűjtik be termést. Ez a mű egy remekül rámutató szokatlan példa arra, hogy a képzeletbeli háttér, amelyet a rókák adnak, és a valós háttér, amelyet a falusi emberek adnak, egy időben vannak ábrázolva egy festményen.
Kobajasi Issza haiku költeményében, amely szintén az előbb említett korból származik, azt olvashatjuk, hogy „Az őszi égboltban, és hegyekben, ott bujkál a róka menyegzőjének zápora” (秋の火や山は狐の嫁入雨). Szintén, egy Meidzsi korból származó tankában ez olvasható, hogy  „Mikor a ló órájának idején eső hull alá a falura a kék égből, talán akkor házasodik a rókák királya” (青空にむら雨すぐる馬時狐の大王妻めすらんか).
Szintén, egy Dan no Ura Kabuto Gunki (壇浦兜軍記) nevű, először 1732-ben előadott ningyó dzsóruriban található egy olyan rész, hogy „Az idő tiszta volt egészen mostanáig, de aztán meghallottam a rókák menyegzőjét kísérő vidám eső hangját”. Illetve, ezen kívül, a Onihei Hankacsó című korabeli regényben, amelyet a háború után adtak ki, volt egy fejezet, melynek az volt a címe, hogy „A róka esője” (狐雨).
Ezen kívül, az Edo korszakból származó kuszazósik, és kibjósik, mint a Naimono Kuó Kicune no Mukoiri (無物喰狐婿入) (illusztrálta: Kitao Masajosi, bemutatás éve: 1785), a Mukasigatari Kicune Jomeiri (昔語狐娶入) (illusztrálta: Kitao Sigemasza), az Anaszaka Kicune Engumi (穴賢狐縁組) (illusztrálta: Dzsippensza Ikku), a Kamigata e-hon, a Súgen Kicune no Mukoiri, és az Ehon Acumegusza, mind rókamenyegző ábrázolást tartalmaznak, ahol a rókák humanizált formában igyekszenek az esküvőre. Létezett egy műfaj, melynek a neve  „jomeiri mono" (嫁入り物) volt, és humanizált állatok igyekeztek a menyegzőre benne, de a rókákhoz ténylegesen hozzáragasztották ezekben a művekben az „Inari no Kami” nevet. Ez bizonyíték arra, hogy az Inari istenségbe, és a „jomeiri mono”-ba vetett hit mennyire áthatotta az átlagos emberek gondolatait.
Az átlagemberek között, Akaoka területén (ma Kónan, Kócsi prefektúrában), létezett egy gyerekdal, amelynek egyik része kimondta azt, hogy a róka menyegzője a napsütötte zápor idején látható (日和に雨が降りゃ 狐の嫁入り, hijori ni ame ga furja, kicune no jomeiri).
Akira Kuroszava „Álmok"(1990) című filmjében bemutatta a kicune no jomeirit, amelyben az első jelenet a napsütötte zápor volt.
Szintén volt egy dal, melynek a címe „A rókamenyegzője” volt, és, amelyet a Vocaloidok, Miku és GUMI énekeltek. A dal arról szól, hogy egy róka fölveszi egy lány alakját, hogy szexuális tevékenységre csábíthasson embereket. Miután az előbbi megtörtént, visszaváltozik eredeti formájába, és fölfalja áldozatát.

## Kapcsolódó események
A korábban említett kirinzani (Nígata prefektúra) róka menyegző szerint, a Kicune no Jomeiri Gyórecu Tecugava, Aga, és Higasikanbara területén megy végbe, ugyanazon prefektúrán belül. Eredetileg ez a hely a „kicunebi”-ről híres, amely jelen esetben, egy esemény, amely a kicunebihez kapcsolódik, amelyet 1952-től kezdtek el megrendezni, és egyszer megszüntették, de 1990-ben a városnéző esemény, és maga a menyegzői körmenet (jomeiri gyórecu) hagyománya, mint az esemény magja, újjáéledt, és minden évben, több mint negyvenezer turistával nő az eseményen résztvevők létszáma.
Szintén, a Hanaoka Tokufuku Inari-sáa-ban (Kudamacu területén, Jamagucsi prefektúrában), minden év november 3-án az Inari fesztivál során a „kicune no jomeiri” is lejátszódik. Ez nem kapcsolódik se légkörben megjelenő szellemfényekhez, vagy napsütötte záporhoz, hanem inkább csak újra előadják a rókák menyegzőjét. Akik a róka pár eljátsszák, azok a kudamacui emberek közül vannak kiválasztva, és azt mondják, hogy a nő, aki az egyik friss házast játssza, az a későbbiekben jó szerencsével lesz megáldva a házasság terén.
Szintén, a mijadoi Szuzakihamamijasinemei templomban (Jokkacsi területén, Mie prefektúrában), a szecubun ideje alatt, egy „kicune no jomeiri dócsó” nevű sintó szertartást végeznek el. Ez már az Edo korban is egy előadott szertartás volt, de gyakorlott volt a háború utáni időszakban is. A férfi, és a nő, akik „jakudosi”, azaz „szerencsétlen korban” voltak, őket kis rókákként fölöltöztették, és a férfi az istenek, míg a nő a Szuzakihamamijasinemei templom követe volt a rókajelmezben, mikor újra előadták az esküvőt, és ez több tízezer látogatót vonzott a templomhoz.

## Fordítás
Ez a szócikk részben vagy egészben  a   Kitsune no yomeiri című angol Wikipédia-szócikk fordításán alapul.  Az eredeti cikk szerkesztőit annak laptörténete sorolja fel. Ez a jelzés csupán a megfogalmazás eredetét és a szerzői jogokat jelzi, nem szolgál a cikkben szereplő információk forrásmegjelöléseként.